# Aphis coweni
Aphis coweni är en insektsart som beskrevs av Palmer 1938. Aphis coweni ingår i släktet Aphis och familjen långrörsbladlöss. Inga underarter finns listade i Catalogue of Life.